# Branded and Exiled
Branded and Exiled drugi je studijski album njemačkog heavy metal-sastava Running Wild. Diskografska kuća Noise Records objavila ga je 1985.

## Popis pjesama
| 1. | »Branded and Exiled« | 3:54 |
| 2. | »Gods of Iron«       | 4:00 |
| 3. | »Realm of Shades«    | 4:28 |
| 4. | »Mordor«             | 4:49 |

| Strana B | Strana B               | Strana B | Strana B | Strana B | Strana B | Strana B | Strana B | Strana B | Strana B |
| Br.      | Skladba                | Trajanje |          |          |          |          |          |          |          |
| -------- | ---------------------- | -------- | -------- | -------- | -------- | -------- | -------- | -------- | -------- |
| 5.       | »Fight the Oppression« | 4:55     |          |          |          |          |          |          |          |
| 6.       | »Evil Spirit«          | 3:19     |          |          |          |          |          |          |          |
| 7.       | »Marching to Die«      | 4:35     |          |          |          |          |          |          |          |
| 8.       | »Chains and Leather«   | 5:45     |          |          |          |          |          |          |          |
| 35:45    |                        |          |          |          |          |          |          |          |          |

| Bonus pjesme na ponovnom izdanju iz 2017. | Bonus pjesme na ponovnom izdanju iz 2017.                   | Bonus pjesme na ponovnom izdanju iz 2017. | Bonus pjesme na ponovnom izdanju iz 2017. | Bonus pjesme na ponovnom izdanju iz 2017. | Bonus pjesme na ponovnom izdanju iz 2017. | Bonus pjesme na ponovnom izdanju iz 2017. | Bonus pjesme na ponovnom izdanju iz 2017. | Bonus pjesme na ponovnom izdanju iz 2017. | Bonus pjesme na ponovnom izdanju iz 2017. |
| Br.                                       | Skladba                                                     | Trajanje                                  |                                           |                                           |                                           |                                           |                                           |                                           |                                           |
| ----------------------------------------- | ----------------------------------------------------------- | ----------------------------------------- | ----------------------------------------- | ----------------------------------------- | ----------------------------------------- | ----------------------------------------- | ----------------------------------------- | ----------------------------------------- | ----------------------------------------- |
| 9.                                        | »Branded and Exiled« (Ponovno snimljena verzija iz 1991.)   | 3:50                                      |                                           |                                           |                                           |                                           |                                           |                                           |                                           |
| 10.                                       | »Fight the Oppression« (Ponovno snimljena verzija iz 1991.) | 4:53                                      |                                           |                                           |                                           |                                           |                                           |                                           |                                           |
| 11.                                       | »Marching to Die« (Ponovno snimljena verzija iz 1991.)      | 4:37                                      |                                           |                                           |                                           |                                           |                                           |                                           |                                           |
| 12.                                       | »Branded and Exiled« (Ponovno snimljena verzija iz 2003.)   | 3:54                                      |                                           |                                           |                                           |                                           |                                           |                                           |                                           |
| 13.                                       | »Mordor« (Ponovno snimljena verzija iz 2003.)               | 4:49                                      |                                           |                                           |                                           |                                           |                                           |                                           |                                           |
| 57:48                                     |                                                             |                                           |                                           |                                           |                                           |                                           |                                           |                                           |                                           |

## Zasluge
| Running Wild - Stephan – bas-gitara, prateći vokal - Hasche – bubnjevi, prateći vokal - Rock 'n' Rolf – vokal, gitara - Majk Moti – gitara, prateći vokal | Ostalo osoblje - Horst Müller – produkcija, snimanje, miks - Karl-U. Walterbach – produkcija - Thomas Stiegler – miks - D. Magnussen – fotografija (na naslovnici) |